# 大叶瓦韦
大叶瓦韦（学名：Lepisorus macrosphaerus f. maximus）为水龙骨科瓦韦属大瓦韦下的一个变型。

## 扩展阅读
- 維基物種上的相關：大叶瓦韦